# Bartramia angustifolia
Bartramia angustifolia är en bladmossart som beskrevs av Mitten 1869. Bartramia angustifolia ingår i släktet äppelmossor, och familjen Bartramiaceae. Inga underarter finns listade i Catalogue of Life.